# Elemeno P
Elemeno P sind eine in Neuseeland beheimatete Band, die von Gitarren getragenen Rock spielt.
Ihr erstes Album, Love and Disrespect, wurde am 4. Juli 2003 in Neuseeland veröffentlicht und erklomm sofort die Spitze der Charts. Seitdem hat es sich über 45.000 mal verkauft. Das zweite Album, Trouble in Paradise wurde am 24. November 2005 veröffentlicht und enthält die Singles 11:57, Burn, One Left Standing, und You Are. Am 27. April 2006 wurde die Special Edition von Trouble in Paradise veröffentlicht. Diese enthält neun neue Songs, unter anderem die Single: S.O.S. Im Moment befinden sich Elemeno P im Studio, um an ihrem dritten Album zu arbeiten.

## Nebenprojekt
- Zwei der Bandmitglieder sind auch Schauspieler. Dave hatte eine Nebenrolle im neuseeländischen Horrorfilm The Locals, wohingegen Justyn den nüchternen Fahrer in einer neuseeländischen Kampagne gegen Alkohol am Steuer spielte.
- Lani spielt auch Bass für die neuseeländische Punk-Girlband Foamy Ed.

## Touren
Zwischen 2002 und 2006 tourten Elemeno P in Neuseeland, den USA und Japan. Ihr größter Erfolg war aber sicherlich die Australien Tour, wo sie im Vorprogramm der Veronicas auftraten. Anfang 2007 spielten sie dann erneut in Amerika, auf dem berüchtigten South by Southwest Festival und Mitte April ihre allerersten europäischen Konzerte in Bristol, London, Edinburgh und Dublin.

## Diskografie

### Alben
- 2003: Love & Disrespect (NZ: ×3Dreifachplatin )[1]
- 2005: Trouble in Paradise (NZ: Platin)

### Singles
- 2002: Nirvana
- 2002: Fast Times in Tahoe
- 2002: Every day’s a saturday
- 2005: Verona (Re-release)
- 2003: Urban Getaway
- 2004: Claim to Fame
- 2005: 11.57
- 2005: Burn
- 2006: You Are
- 2006: One Left Standing
- 2007: S.O.S.